# Летатлин
«Лета́тлин» — безмоторный индивидуальный летательный аппарат, орнитоптер.
Концептуальное произведение искусства Владимира Татлина, осуществлённое им с бригадой помощников в 1929—1932 годах. Является одновременно и памятником раннего развития советской авиации, и шедевром искусства авангарда.
«Летатлин» был сделан в трёх почти идентичных экземплярах, из которых, с некоторыми утраченными деталями, сохранился один (после реставрации находится в Монино).
На начало 1990-х годов были известны три попытки реконструкции аппарата, имевшие целью передать его внешний вид, — в Стокгольме (экспонируется в Музее современного искусства), Берлине и Пензе.

## Описание

### Замысел

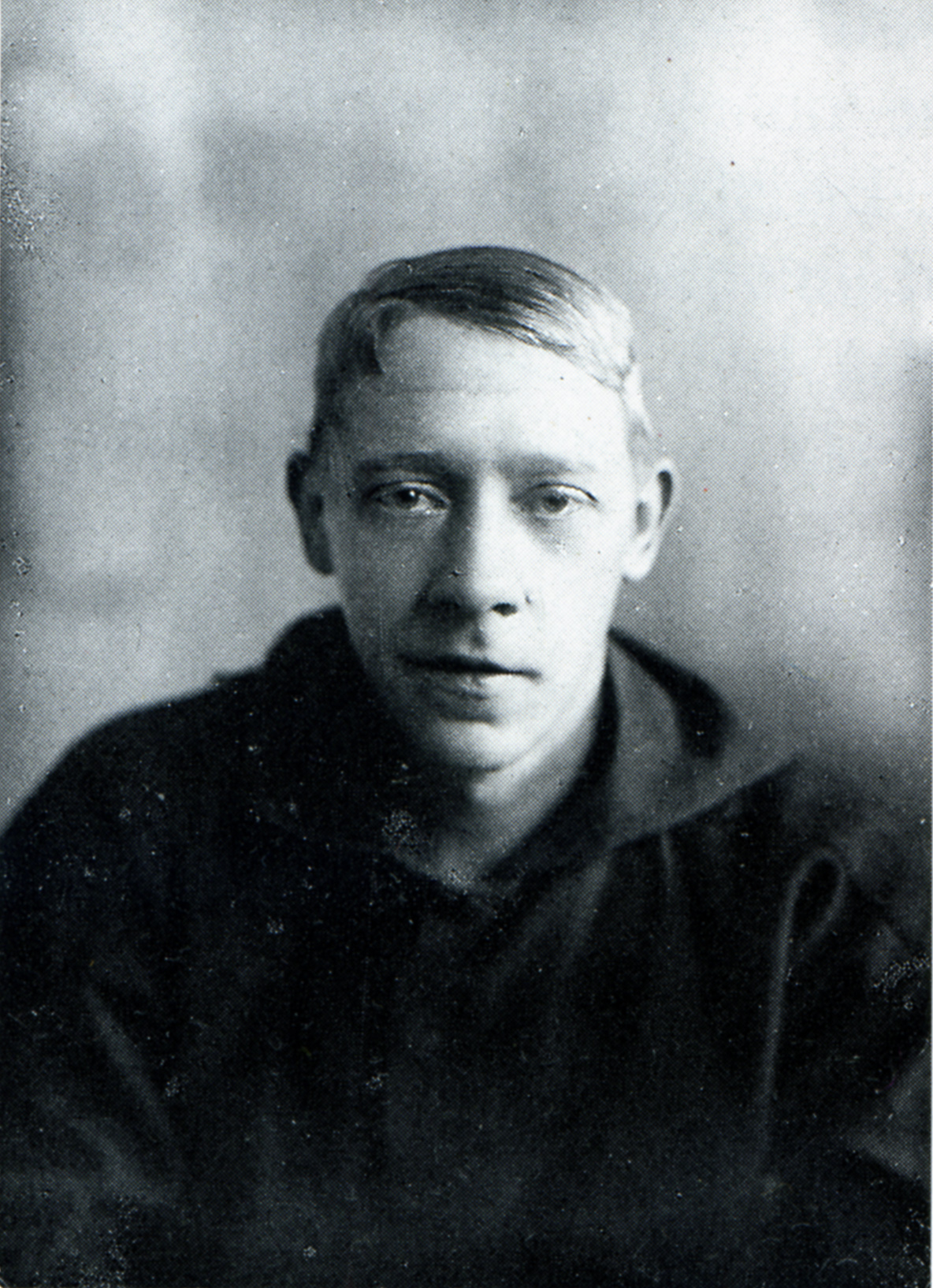
Владимир Татлин в 1914 (или 1915) году, через два (или три) года после разговора о «Летатлине» с Велимиром Хлебниковым

Первое упоминание о «Летатлине» зафиксировано в 1912 году в записях Велимира Хлебникова, с которым Татлин, вероятно, поделился своими тайными мыслями на этот счёт. Однако идея создания орнитоптера, по предположению татлиноведа Анатолия Стригалёва, могла зародиться у художника ещё в детстве: в 1898 и 1900 годах в Харькове, в той же типографии, что и второе издание книги отца Татлина, вышла двумя изданиями книга Константина Данилевского «Управляемый летательный снаряд», которую юный Владимир Татлин почти наверняка читал.
В 1924 году Татлин намекнул о своём проекте Петру Митуричу. В 1926—1927 годах в Киеве художник, по воспоминаниям современников, изучал анатомию и полёты птиц и изготавливал детали будущего «Летатлина». В 1927—1930 годах, преподавая в московском Вхутеине, Татлин проводил опыты с гнутым деревом, занимался реорганизацией и техническим оснащением «Дерметфака» и подбирал будущих помощников в реализации проекта из числа студентов.
В этот последний, наиболее важный период, Татлин говорил друзьям: «Я сделаю вещь, ну, не меньше Венеры Милосской».
Несмотря на последующий фактический провал проекта («Летатлин» не летал), автор никогда не сомневался в его художественном значении. Во время последней, после многолетнего перерыва, встречи с Николаем Пуниным в 1947 году Татлин, по свидетельству Ирины Пуниной, говорил о своём орнитоптере «с темпераментом».

### Название
Название «Летатлин» произошло из сочетания двух слов — глагола летать и фамилии автора Татлин.

### Концепция
Татлин так объяснял появление своего произведения:
Летательный аппарат как объект художественной конструкции мною выработан потому, что это наиболее сложная динамичная материальная форма, которая может войти в обиход советских масс как предмет ширпотреба… Летательный аппарат — форма, которая отвечает потребности момента в преодолении человеком пространства.

### Техническая часть
Татлиным с помощниками было создано три аппарата из разнородных материалов: дерева, пробки, стального троса, дюраля, китового уса, сыромятного ремня, шариковых подшипников, ткани и др.
Размеры орнитоптера, по Татлину, составляли: размах крыльев — 9 м, несущая поверхность — около 12 кв., масса — 32 кг, нагрузка — 8 кг/кв. м. Другие размеры были получены путём обмера сохранившегося аппарата: длина фюзеляжа — 3950 мм, высота — 990 мм, длина крыла — 4552 мм, ширина — 2150 мм.
Об участии (точнее, неучастии) инженеров-конструкторов в проекте современники оставили противоречивые воспоминания. Так, Исай Рахтанов, общавшийся с Татлиным в 1932 году, писал, что «инженеры не поддержали художника. Не сделали рабочих чертежей, не составили технической документации. Татлину не помогли специалисты, заранее уверенные в невыполнимости его замысла». Но тот же Рахтанов записал живую речь Татлина на выступлении в Клубе писателей 5 апреля 1932 года:
— Расчёты? Пусть товарищи инженеры не обижаются на меня: а вы спрашивали ворону, по каким расчётам сделаны её крылья? <…> Вы спрашивали, почему она летает, нет? И напрасно. Я был матросом. Чайки летели за нашей кормой и, заметьте, не уставали. Три дня летели и всё не уставали. Был шторм, ветер доходил до огромных баллов, а им хоть бы что, летят и не устают почтенные птицы. Выходит, что они устроены совершеннее наших аэропланов. Действительно, у птиц — пластичная конструкция, а, у аэропланов — жёсткая. У них живые, мягкие крылья, а у аэропланов — мёртвые, жёсткие.

### История
Непосредственно к воплощению замысла орнитоптера Татлин приступил в 1929 году. В бригаду помощников вошли А. Г. Сотников, Г. С. Павильонов, А. В. Щепицын, А. Е. Зеленский, студенты Вхутеина, хирург М. А. Гейнце, лётчик-инструктор А. В. Лосев.
Специальная мастерская для изготовления орнитоптера была устроена в угловой башне Новодевичьего монастыря. В течение 1929—1932 годов были сделаны три почти идентичных экземпляра. В мае 1932 года в Итальянском дворике Музея изящных искусств прошла выставка, на которой был представлен «Летатлин». Испытания одного из аппаратов не состоялись из-за повреждений при транспортировке. После ликвидации мастерской в Новодевичьем монастыре орнитоптер так и не был опробован.

### Экспонирование
По-видимому, впервые «Летатлин» был продемонстрирован вечером 5 апреля 1932 года на встрече Владимира Татлина в Клубе писателей в Москве. Ведущим вечера был Мате Залка, не без труда сумевший закончить этот вечер без скандала. Один из трёх аппаратов без «обтяжки», для видимости конструкции, был подвешен под потолок зала, в котором велось обсуждение. «Птица была без оперения. Это был остов, но уже живой», — сказал о «Летатлине» Исай Рахтанов, тогда же описавший этот вечер в апрельском номере детского журнала «Пионер» и значительно позже — в небольшом посмертном мемуаре «Спираль художника».
В 1932 году «Летатлин» стал ключевым экспонатом «Выставки заслуженного деятеля искусств В. Е. Татлина» в Москве. Выставка прошла в Государственном музее изобразительных искусств в 1932 г. Модель летательного аппарата была выполнена в трёх экземплярах. В своем предисловии к каталогу выставки В. Е. Татлин писал, что этот аппарат «может войти в обиход советских масс как предмет ширпотреба». При работе над Летатлиным художника консультировали: врач-хирург М. А. Гейнце, педагог-авиатор А. В. Лосев; комментарий в каталоге выставки написал военный летчик и пилот-паритель К. Арцеулов. Сами модели выполнялись в научно-исследовательской лаборатории по культуре материалов при участии сотрудников А. Г. Сотникова и Ю. В. Павильонова. Всего же на выставке значилось 12 экспонатов.

## Три экземпляра
Не имея возможности хранить аппараты из-за больших размеров в своей мастерской, Татлин передал все три экземпляра в различные ведомства.
- «Летатлин № 1» находился, по сведениям Татлина, в фондах выставки «Художники РСФСР за 15 лет»[10].

- «Летатлин № 2», по мнению Татлина, в 1933 году находился в Центральном совете Всесоюзного общества изобретателей[10].

Оба экземпляра были этими ведомствами безответственно утрачены.
- «Летатлин № 3» экспонируется в посёлке Монино (Центральный музей Военно-воздушных сил Российской Федерации).

Как считают специалисты Третьяковки, после нескольких показов в 1930-е годы ни один из аппаратов, вероятно, полностью не уцелел.

### «Летатлин № 3»

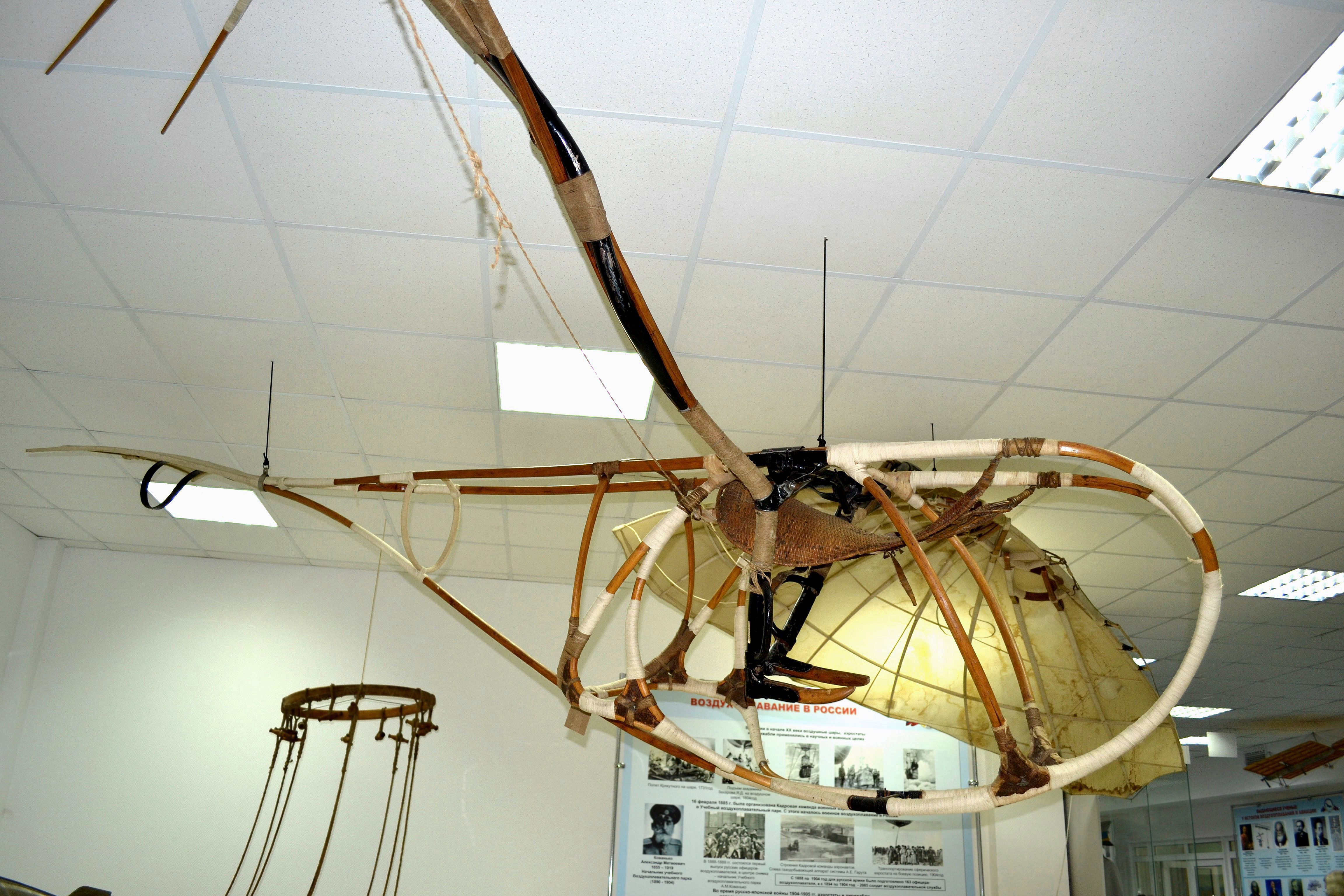
«Летатлин № 3» в экспозиции Центрального музея ВВС РФ, 2014 год.

Единственный сохранившийся вариант аппарата «Летатлин № 3» (с некоторыми утраченными деталями) в 1933 году, по сведениям Татлина, находился в Музее ОСОАВИАХИМа и затем, после нескольких перемен в организации авиационных музеев, поступил в музей-выставку авиационной техники при Военно-воздушной академии в посёлке Монино (в настоящее время Центральный музей Военно-воздушных сил Российской Федерации). (В другом источнике указывается, что до попадания в Монино аппарат некоторое время находился в Театральном музее им. А. Бахрушина).
«Летатлин № 3» изначально был предназначен автором не для полётов, а для визуального восприятия — как самодостаточное художественное произведение. Именно по этой причине он был оставлен Татлиным без скрывающей конструкцию «обтяжки».
Впервые после длительного перерыва в несколько десятилетий «Летатлин № 3» был экспонирован на персональной выставке Татлина в 1977 году. Предположительно, именно к этому показу «Летатлин № 3» был впервые отреставрирован с использованием деталей двух других «Летатлинов», тогда же впервые его назвали «Летатлином № 3». Аннотация в каталоге выставки гласит: «На выставке демонстрируются фотографии старых вариантов модели и модель, восстановленная из сохранившихся деталей стараниями генерала Л. Рейно, лётчиков-испытателей А. Шеукова, М. (К.) Арцеулова, М. Шишкина». Та же информация была повторена через 15 лет, в 1992 году, в каталоге выставки «Великая утопия».
Существуют сторонники версии, считающие, что информация о пересобрании «Летатлина № 3» с помощью фрагментов двух других аппаратов — ошибочна, поскольку детали каждого из трёх аппаратов якобы были уникальными, то есть не могли быть скомпонованы в одном аппарате, то есть «Летатлин № 3» не восстанавливался в принципе, он экспонировался в аутентичном сохранившемся виде.
Самое подробное на начало 2010-х годов публичное описание «Летатлина № 3» с большим количеством фотографий фрагментов аппарата принадлежало первому заместителю директора Музея архитектуры имени А. В. Щусева Павлу Кузнецову и было сделано им в 2012 году в личном блоге Живого журнала. Десятилетия «Летатлин» не выдавался на выставки.

#### Реставрация  и экспонирование в Третьяковке

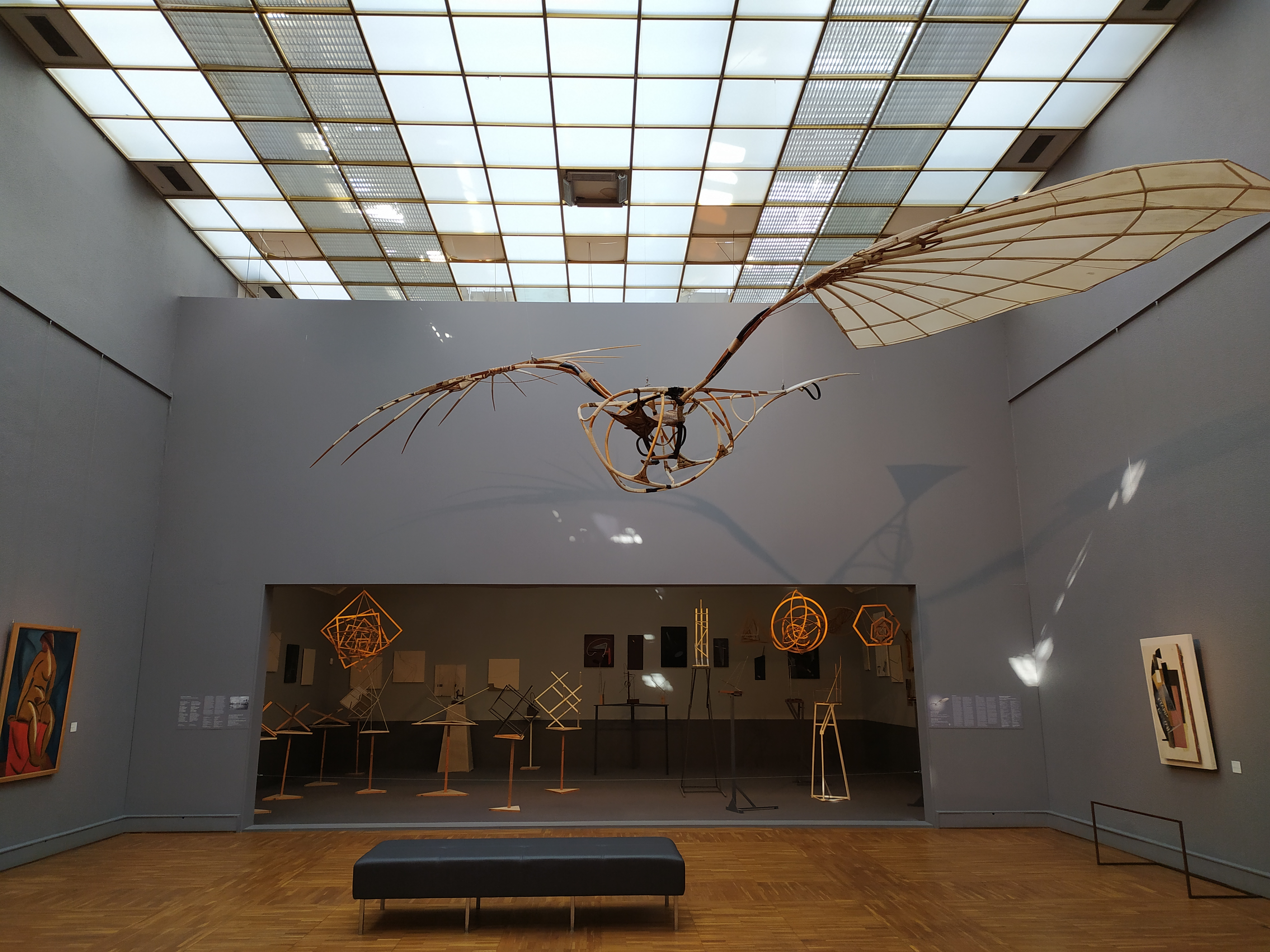
В залах Третьяковки

В 2016 году стало известно, что все экспонаты монинского музея делегированы Военно-патриотическому парку культуры и отдыха Вооруженных сил РФ «Патриот» в Кубинке (основан в 2014 году), и должны переехать. Искусствоведы и историки забили тревогу по поводу судьбы «Летатлина». Третьяковская галерея обратилась в монинский музей с просьбой передать экспонат.
После реставрационных работ в 2017 году был передан во временное хранение в состав собрания искусства XX века Государственной Третьяковской галереи. Сотрудники галереи произвели сложную реставрацию «Летатлина», восполнив утраченные детали фрагментами двух других аппаратов (шорт лист премии The Art Newspaper Russia-2019 в номинации «Реставрация»). «Зельфире Трегуловой, которая на тот момент возглавляла Третьяковскую галерею, стоило больших усилий скоординировать действия двух музеев, подчиненных разным ведомствам, чтобы воссозданный „Летатлин“ стал частью экспозиции ГТГ.» Куратором проекта реставрации была Ирина Пронина.
Находился в постоянной экспозиции (зал № 8) Третьяковки с декабря 2017 года среди других шедевров авангарда. Летом 2024 года стало известно о планах о его возвращении в Монино, в конце сентября того же года он был перевезен и повешен в зале №1.

## Реконструкции

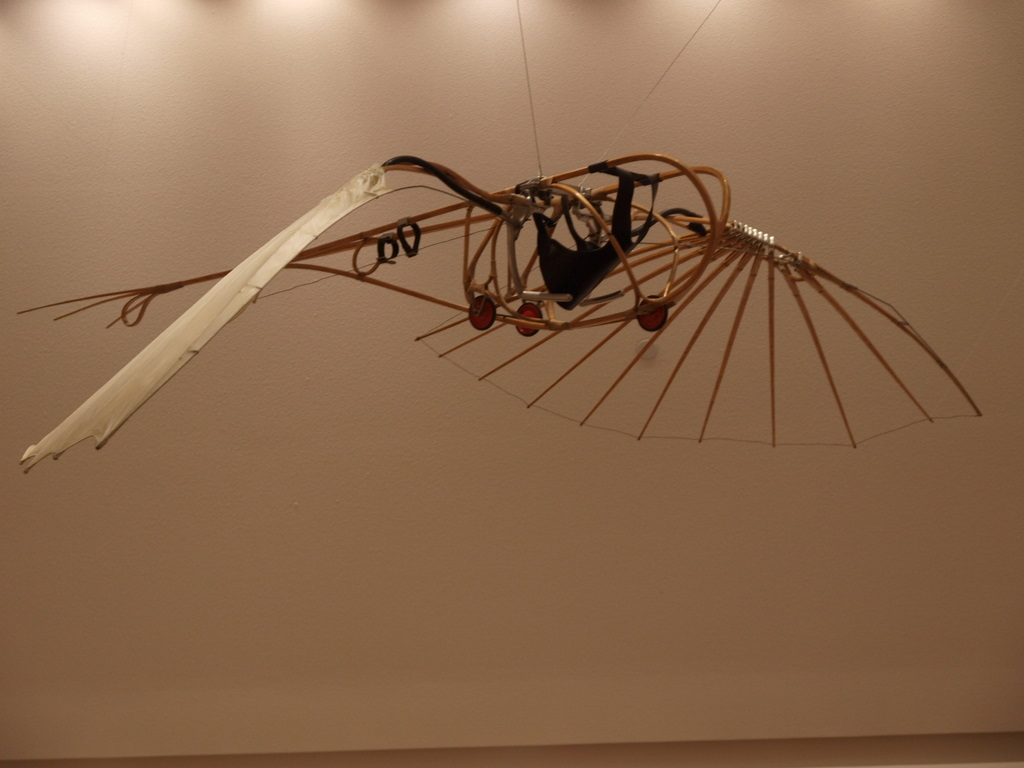
Реконструкция Летатлина в Музее современного искусства в Стокгольме

К началу 1990-х годов были сделаны три попытки реконструкции аппарата, имевшие целью передать только его внешний вид, — в Стокгольме (экспонируется в Музее современного искусства), Берлине и Пензе.
Главным образцом для этих реконструкций (а фактически копий) послужил «Летатлин № 3».

## Искусствоведческие оценки
Один из ведущих татлиноведов, Анатолий Стригалёв, писал о «Летатлине»:
Татлин предлагал вещи-идеи, вещи-задачи, вещи-загадки, реально или проблематично функциональные, но всегда волнующие заключённой в них энергией формообразовательного импульса, ощущением намечающейся дороги к искусству будущего. В пору расцвета техницистских утопий, уделявших огромное внимание авиации и другим средствам покорения воздушного пространства, Татлин посчитал первоочередной задачей создание интимной авиации для отдельного человека, дополняющей полученные им от природы двигательные функции. Одним словом, он захотел вернуть человека к его всегдашней мечте о собственном полёте и осуществить эту мечту.
Селим Хан-Магомедов рассматривал «Летатлина» в рамках дизайнерской деятельности Татлина, связанной, прежде всего, с Вхутеином:
Анализ трёх направлений дизайнерской деятельности Татлина в конце 1920-х годов (деревянные вещи, посуда и летательный аппарат) выявляет важную особенность: разрабатываются изделия, форма которых зависит от их непосредственного соприкосновения с телом человека. Это стул и санки, это керамические поильники и чайник, это «Летатлин», внутри которого лежит человек.
Татлин и раньше много думал о рациональности и функциональности формы, о соответствии её свойствам материала. Всё это — важная часть его концепции формообразования. Но в конце 1920-х годов, завершая формирование своей дизайнерской концепции, он делает важный шаг: переходит к поискам органичности формы по отношению к органичности использующего его человека. С этих позиций Татлин пересматривает отношение к геометрии форм, их обусловленности техническими требованиями. Он пристально всматривается в формы живой природы, пытаясь и там найти подтверждение свой концепции органичности формы.
Марина Хрусталева, координатор общественного движения «Архнадзор»:
«Это замечательное явление далеко выходит и за рамки авангарда. Летатлин — романтический памятник поиску невозможного, удивительно изящный объект дизайна. Он давно вошел в род русского искусства, порождая новые произведения. (…) Он давно вошел в код русского искусства, порождая новые произведения: Летающий пролетарий Юрия Аввакумова, Летишков Леонида Тишкова, Икарушка Василия Щетинина — оммаж Летатлину».

### Публикации Владимира Татлина
- Татлин В. Искусство в технику // Бригада художников. — 1932. — № 6.

### Другие публикации
- Рахтанов И. Летатлин — воздушный велосипед // Пионер. — 1932. — № 4.
- От башни Коминтерна до «Летатлина» // Бригада художников. — 1932. — № 6.
- Зелинский К. Летатлин // Вечерняя Москва. — 6 апреля 1932 года.
- Аркин Д. Татлин и Летатлин // Советское искусство. — 9 апреля 1932 года.
- Рахтанов И. Спираль художника // Ruthenia. Говорит Москва.
- Стригалёв А. «Бионические основы» творческой концепции В. Е. Татлина // Проблемы формообразования в советской архитектуре. — М., 1978. — Вып. 4. — С. 29—32.
- Молчановский О. О «Летатлине» // Дружба народов. — 1979. — № 2.
- Ковалёв А. «Летатлин»: поиск нового мира // Искусство. — 1990. — № 6.
- Стригалёв Анатолий. Ретроспективная выставка Владимира Татлина // Владимир Татлин. Ретроспектива: [Каталог выставки] / Под общей редакцией А. Стригалёва и Ю. Хартена. — Köln: DuMont, 1993. — С. 8—52. — ISBN 3-7701-3250-5.
- Котович Т. В. Летатлин // Котович Т. В. Энциклопедия русского авангарда. — Минск: Экономпресс, 2003. — С. 168. — ISBN 985-6479-30-4.
- Федорченко Андрей. «Летатлин» приземлился в Базеле // Наша Газета. — 5 июня 2012 года.
- Кузнецов Павел. Летатлин № 3 // Живой журнал. — 11 июня 2012 года.
- Наследие одного из символов русского авангарда представлено в Пензе (недоступная ссылка — история) // Culture.ru. — 12 февраля 2013 года.
- Димаков Д. Н. «Летатлин»// Энциклопедия русского авангарда. Изобразительное искусство. Архитектура. В 3-х томах. т.3 кн.1. М., 2014. C. 333—335. ISBN 978-5-902801-12-2